# Icarus Falls
Albums de Zayn Malik
Mind of Mine Nobody Is Listening
Icarus Falls est le deuxième album studio du chanteur anglais Zayn Malik, publié le 14 décembre 2018 sous le label RCA Records.

## Contexte
La sortie de l'album est initialement prévue pour 2017. Le PDG de RCA Records, Peter Edge, déclare que l'album est « composé d'un ton plus optimiste après avoir traversé cette période plus difficile », faisant référence à l'époque où Malik était membre du groupe One Direction. En novembre 2017, Malik avoue que l'album est terminé à 90 %, et qu'il compte Timbaland parmi ses producteurs. 
Pour expliquer pourquoi l'album est retardé, le chanteur précise : « Chaque jour, je trouve une autre chanson que je remplace par une autre. C'est pourquoi la date de l'album n'a pas encore été fixée. Même si l'album est pratiquement prêt, et que j'ai le matériel, je continue à changer des choses ici et là ». 

## Réception
L'album obtient une note globale de 70/100 sur le site Metacritic avec des critiques positives. 

## Liste des chansons
| 1.  | Let Me              | Zayn Malik, Khaled Rohaim, Michael Hannides, Anthony Hannides, Alan Sampson     | Rohaim, MakeYouKnowLove, Sampson             | 3:05 |
| 2.  | Natural             | Malik, Rohaim, M. Hannides, A. Hannides, Antonio Zito                           | Rohaim, MakeYouKnowLove, Sampson             | 3:13 |
| 3.  | Back to Life        | Malik, Alexander Oriet, David Phelan, Maxwell McElligott                        | Saltwives                                    | 3:15 |
| 4.  | Common              | Malik, Rohaim, M. Hannides, A. Hannides, Herbert St. Clair Crichlow, Ava Stokes | Rohaim, MakeYouKnowLove                      | 3:52 |
| 5.  | Imprint             | Malik, Oriet, Phelan                                                            | Saltwives                                    | 3:10 |
| 6.  | Stand Still         | Malik, Malay, Bach Nguyen-Tran                                                  | Malay, FrancisGotHeat                        | 3:18 |
| 7.  | Tonight             | Malik, Oriet, Phelan, Brandon Colbein, Katheryn Ostenberg, Jayson Warner        | Saltwives                                    | 3:40 |
| 8.  | Flight of the Stars | Malik, Oriet, Phelan, James Norton                                              | Saltwives                                    | 3:20 |
| 9.  | If I Got You        | Malik, Oriet, Phelan, Norton                                                    | Saltwives                                    | 3:19 |
| 10. | Talk to Me          | Malik, Oriet, Phelan, James Newman, Fredrick Wexler                             | Saltwives                                    | 3:00 |
| 11. | There You Are       | Malik, Levi Lennox, M. Hannides, A. Hannides, Joseph Garrett                    | Lennox, MakeYouKnowLove, Dan Grech-Marguerat | 3:19 |
| 12. | I Don't Mind        | Malik, Oriet, Phelan, Warner                                                    | Saltwives                                    | 3:25 |
| 13. | Icarus Interlude    | Malik, Matthew Kirkwood                                                         | Kirkwood                                     | 4:01 |

| 14. | Good Guy                                   | Andrade, Bursztyn         | 4:27 |
| 15. | You Wish You Knew                          | Saltwives                 | 2:34 |
| 16. | Sour Diesel                                | Cavallo, Malay            | 3:25 |
| 17. | Satisfaction                               | Malay                     | 4:03 |
| 18. | Scripted                                   | Malay                     | 3:28 |
| 19. | Entertainer                                | Andrade, Bursztyn         | 3:41 |
| 20. | All That                                   | Saltwives                 | 3:24 |
| 21. | Good Years                                 | Rohaim, MakeYouKnowLove   | 3:10 |
| 22. | Fresh Air                                  | MakeYouKnowLove, Kiriakou | 3:00 |
| 23. | Rainberry                                  | Saltwives                 | 2:48 |
| 24. | Insomnia                                   | Saltwives                 | 2:51 |
| 25. | No Candle No Light (featuring Nicki Minaj) | Apte, Sawyr, Brian Lee    | 3:13 |
| 26. | Fingers                                    | Saltwives                 | 2:53 |
| 27. | Too Much (featuring Timbaland)             | Timbaland, Lopez, Vindver | 3:06 |

Sample
- Good Guy contient un échantillon de la chanson Bang Bang (My Baby Shot Me Down) écrite par Sonny Bono et réalisée à l'origine par Cher[6].

## Classement
| Pays               | Position | Références |
| ------------------ | -------- | ---------- |
| Allemagne          | 63       | [ 7 ]      |
| Australie          | 60       | [ 8 ]      |
| Belgique           | 98       | [ 9 ]      |
| Belgique           | 170      | [ 10 ]     |
| Canada             | 24       | [ 11 ]     |
| Danemark           | 26       | [ 12 ]     |
| Espagne            | 35       | [ 13 ]     |
| États-Unis         | 61       | [ 11 ]     |
| Finlande           | 31       | [ 14 ]     |
| Irlande            | 97       | [ 15 ]     |
| Japon              | 145      | [ 16 ]     |
| Norvège            | 31       | [ 17 ]     |
| Pays-Bas           | 40       | [ 18 ]     |
| République Tchèque | 95       | [ 19 ]     |
| Royaume-Uni        | 77       | [ 20 ]     |
| Suède              | 30       | [ 21 ]     |
| Suisse             | 81       | [ 22 ]     |

## Certifications
| Pays    | certification | Ventes |
| ------- | ------------- | ------ |
| Pologne | Or            | 10 000 |